# Fejtetvesség

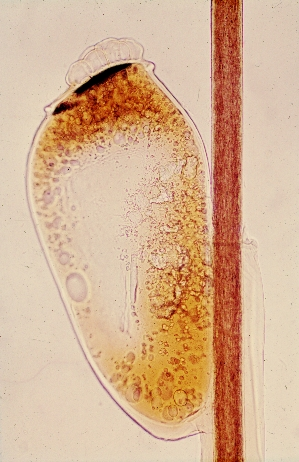
A fejtetvek petéiket a hajszálakra ragasztják

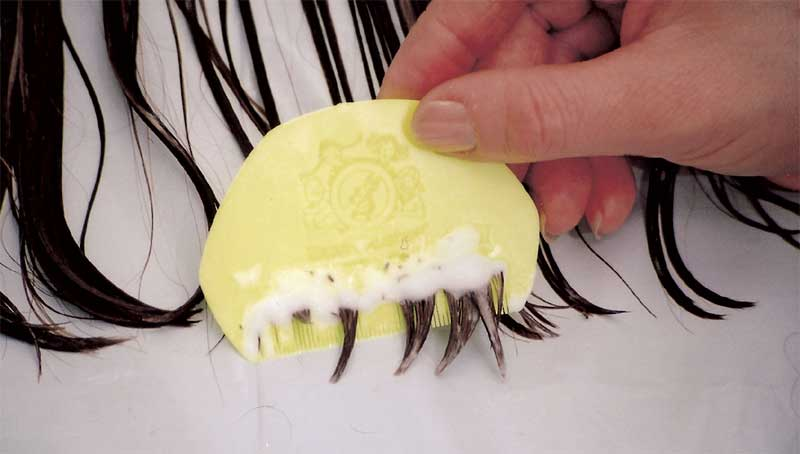
A hab gátolja a tetvek mozgását így könnyebben kifésülhetőek. A habban néhány fejtetű látszik

A fejtetvesség (orvosi szaknyelven Pediculosis capitis) az ember fejtetű (Pediculus humanus capitis) általi fertőzöttsége, mely elsősorban gyermekkorban fordul elő. A „tetves” jelző gyalázkodó szitokszóként ismert a magyarban és sok más nyelvben is.

## A fertőzés forrása
A fejtetű – vagy más néven hajtetű – egy kis testű rovar, amely az evolúciós fejlődése folyamán az emberi fajra specializálódott, ezért kizárólag az emberen, és szinte mindig csak az emberi hajban él, de ritkán előfordul, hogy az egyéb szőrzetben is megtalálható, mint a szemérem, hónalj, szakáll vagy a szemöldök szőrzetben. Kutyától, macskától, vagy más állatoktól az ember nem fertőződhet. A fejtetvek lehetőleg nem hagyják el az embert, ezért sapkával, törülközővel, fülhallgatóval, ágyneművel stb. rendszerint nem terjednek, de fertőzés esetén ajánlott kerülni ezen tárgyak közös használatát. Más szakvélemények szerint gyakorlatilag is fennáll az ilyen közvetett úton történő fertőzés lehetősége. A színét a hajszínnek megfelelően változtathatja, a meleg és fényszegény területet kedveli. A fertőzés leginkább zárt közösségekben és szinte mindig úgy jön létre, hogy az emberek haja összeér, amikor fejüket összedugják ezért jellemzően óvodások és kisiskolások között terjed, ahol viselkedésből eredően előáll ez a fertőzés számára ideális szociális viselkedés forma. Habár a higiénia hiánya segíti a fertőzés kialakulását és terjedését, de a megfelelő tisztálkodási szabályokat betartó személy is ugyanúgy megfertőződhet érintkezés útján. 

## Gyakorisága, elterjedése
Világszerte több százmillió ember fertőzött. A fejtetvesség elsősorban gyerekkori probléma, hazánkban főként a 4-12 éves korosztályt érinti. Az 1960-as, és '70-es években az iskolaorvosi és védőnői szolgálatok nagyon jelentősen visszaszorították, azonban az elmúlt években a fertőzés újra terjed, és ma már a magyar gyerekek 1-3%-a fertőzött. A világ más fejlett országaiban a helyzet hasonló. A megfigyelések szerint a fejtetvesség egy országon belül 20-25 éves periódusokban visszatérően jelenik meg újra. Magyarországon a hetvenes-nyolcvanas években volt egy ilyen hullám., illetve 2019-ben is növekvő előfordulást tapasztalnak.

## Tünetei
A fejtetvek naponta 5-10 alkalommal vért szívnak, és a vérszívás helyén jellegzetes viszkető piros csípésnyomokat hagynak. Ezek a szúnyogcsípésre emlékeztetnek, de a hajjal fedett részeken tűnnek fel; főként a fülek felett és mögött, illetve hosszú hajú gyerekeknél a tarkón is. A diagnózist megkönnyíti a sűrű fogazatú tetűfésű használata, ezzel ugyan a fertőzés egésze rendszerint nem számolható fel, de viszonylag könnyű kifésülni néhány tetvet, ami a fertőzés gyanúját megerősíti. A diagnózist segítheti a hajra ragasztott peték, az úgynevezett serkék felismerése. Ez azonban néha téves diagnózishoz vezethet, hiszen a régi, üres petetokok feltűnő fehér színűek, ezek egy korábbi fertőzésre utalnak, mely esetlég már magától megszűnt

## Vektorszerep
Szemben a ruhatetűvel és a lapostetűvel, a fejtetvek nem terjesztenek vírusos vagy bakteriális fertőzéseket. A viszkető csípésnyomok elvakarása azonban néha másodlagos fertőzések kiindulópontja lehet.

## Rezisztencia
Számos külföldi kutatás és tanulmány készült arról, hogy a használt irtószerekkel szemben rezisztencia alakult ki egyes országokban vagy területen. Ez esetben új szerek vagy módszerek bevezetése segíthet. Jelenleg Magyarországon a mérsékelt veszély fennáll mivel kevés fajta vegyszert használnak az irtásra, de egyelőre kicsi az esély hogy a rezisztencia megvalósul, hiszen a szert:
- Nem rendszeresen alkalmazzák
- A kezelés rövid ideig tart
- A fejtetű populációnak csak kisszámú és elszigetelt egyedét érinti.

Számos esetben, amikor rezisztencia gyanúja merült fel utólag kiderült, hogy az irtószereket nem megfelelő módon vagy a nem megfelelő szereket alkalmazták.

## Megelőzés és felderítés
A közösségbe járó gyermeknél ajánlott heti egyszer ellenőrizni a fejbőrét. A legkönnyebben a serkék vehető észre és barna vagy sötét hajon könnyebb megtalálni őket. A serkék nehezen eltávolíthatóak, laikus számára ezáltal könnyebben megkülönböztethető a korpától, ami egyszerűen lesöpörhető. A fejtetű leginkább a tarkót és a fülek mögötti területet kedveli.
A megelőzés legjobb módja, ha megértetjük a gyermekekkel, hogy a fejtetű fejről fejre, közvetlen érintkezéssel terjed. Fertőzött gyermekközösségekben tehát lehetőleg játék közben is kerülni kell a testi érintkezést. Kisebb gyermekeknél azonban ez a fegyelem nem oldható meg mindig. 
Közösségi szinten a leghatékonyabb védelmet azzal érhetjük el, ha biztosítjuk a fertőzöttség minél gyorsabb felismerését és felszámolását. Egy-egy hosszabb időszakon át fertőzött gyerek a közösség több tagját újra meg újra fertőzheti, ezért az újrafertőződés megakadályozása kiemelten fontos a fertőzés megállításában. Fertőzés esetén a fertőzött személy családtagjainak is fokozott figyelmet vagy megfelelő megelőzést kell biztosítani.
Másik lehetőség ha valamilyen erre a célra kifejlesztett gyógyszer vagy vegyi anyaggal bekenjük a hajat és fejbőrt. Számos szer létezik és hatásosságuk széles spektrumon mozog, de a hazai szakemberek a hajszesz alkalmazást ajánlják megelőzésre is.

## Kezelés és védekezés

### Gyógyszeres módszerek
Magyarországon a fejtetveket manapság főként peszticidet és d-fenotrin hatóanyagot tartalmazó szerekkel irtják. 
A manapság alkalmazott modern szereknél a következő szempontok az elvárások:
- Hatástanilag:
  - Elpusztítsa a serkét és a fejtetűt egyaránt.
  - Viszonylag rövid idő legyen szükséges az alkalmazásához.
  - Az irtás után is tartós védelmet adjon az újra fertőződés ellen.
- Toxikológiailag:
  - Ne legyen mérgező az ember számára.
  - Bőrön keresztül ne szívódjon fel.
  - Ne legyen allergizáló hatása.

Az 1981-től kifejlesztett hajszesz termékek hazánkban jelenleg hatásosnak bizonyulnak, megfelelő egyszeri kezeléssel (bedörzsölés és száradás) is kifejtik hatásukat és két hétig (vagy az első hajmosásig) védettséget biztosítanak a visszafertőződés ellen. Az új gyógyszereknek a korábbi szereknél ismert eljárástól eltérő lehet a használata, az adott gyógyszer vagy kezelőanyag leírását és az orvos tanácsát maradéktalanul tartsuk be.
Korábbi szereknél (por, kenőszerek) a hatástalanság fő oka az volt, hogy körülményes használatuknak köszönhetően nem volt megfelelő az irtás és a kezelés után fennállt az újra fertőződés lehetősége is miután a szert le kellett mosni.
Használatuk esetén terhesség vagy egyes fejbőrön található bőrbetegségek, elváltozások illetve sérülés esetén az alkalmazása előtt konzultáljunk szakorvossal!

### Alternatív módszerek
- Ecet: Régóta használt szer. Gyógyszeres kezelés mellett az élő és elhalt serkék eltávolítására is ajánlják az ecetes fésűt. Savasságánál fogva kedvezőtlen a fejtetű számára.

- Olajok: Egyes olajok viszkozitása olyan kicsi, hogy képesek a tetvek légzőnyílásaiba befolyni, és e nyílásokat elzárva megölni őket.[11] A serkékre nem hat, így a kezelést ismételni kell. Visszafertőződés ellen védelmet nem biztosít. Mechanizmusánál fogva rezisztencia nem alakulhat ki.

### Vegyi anyagokat mellőző módszerek

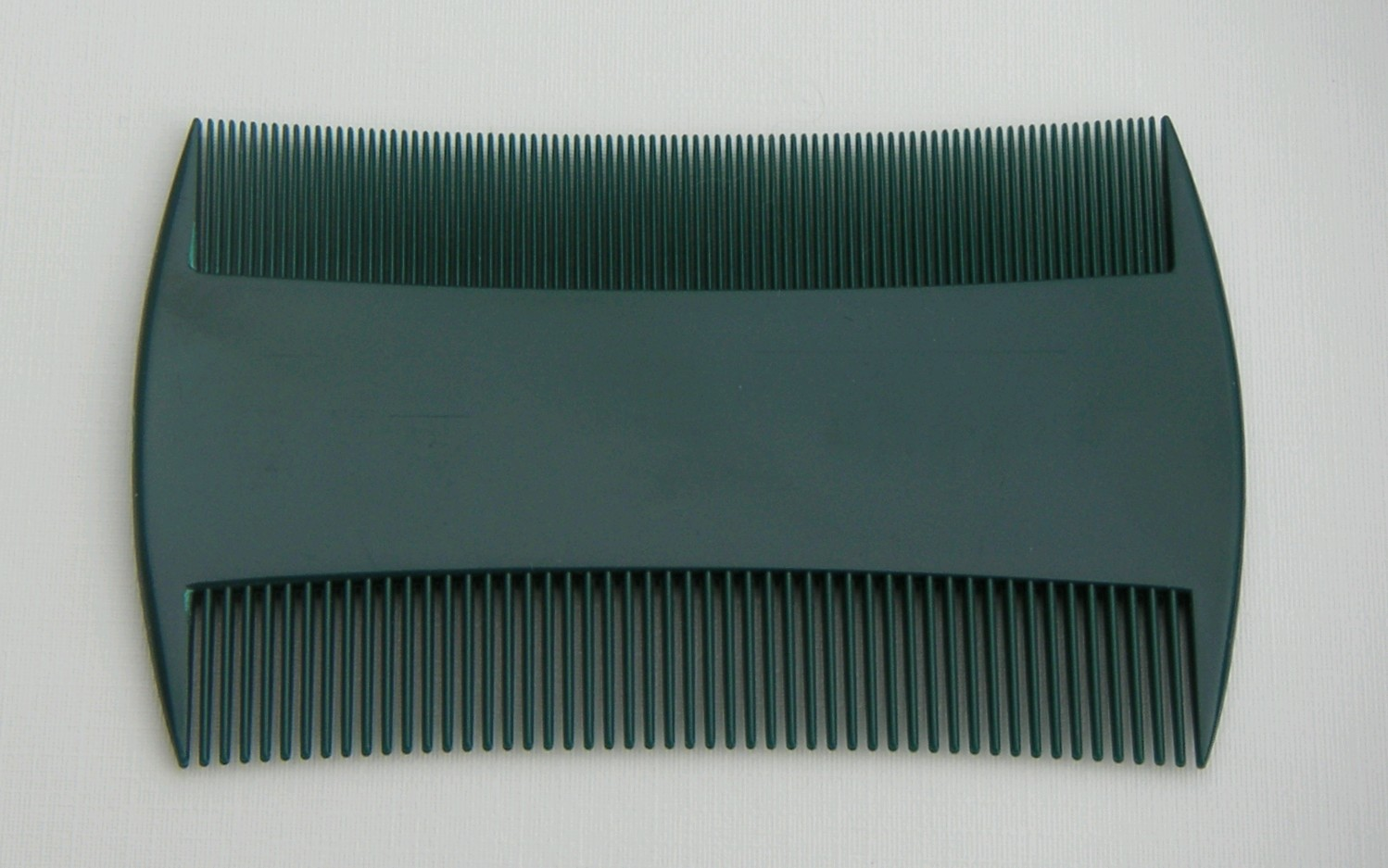
Tetűfésű

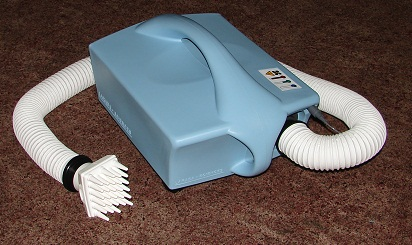
LouseBuster meleg levegős tetű irtó készülék

Allergia, terhesség és néhány betegség esetén kerülni kell a vegyi anyagokkal működő irtás módszert. Néhány ember pedig a kemikáliák iránti fenntartásból választja a vegyi anyagokat mellőző módszereket. Némely módszer hátránya, - ha az élőhelyet biztosító hajat nem távolítjuk el -, akkor a visszafertőződés esélye fennáll. Olyan területen, ahol az alkalmazott irtószerek ellen rezisztencia alakult ki fontos szerepet kapnak ezen eljárások.
- Kopaszra borotválás: A fejtetű fertőzöttség felszámolásának legegyszerűbb módja a fej kopaszra borotválása. Ma már ezt nem szívesen alkalmazzák, mert a gyermeket a megalázó gúny tárgyává tenné, de a kezelést megkönnyítendő, a hajat rendszerint praktikusabb rövidebbre vágni.

- Fésülés: Sűrű fogazatú, speciális tetűfésűt rendszeresen alkalmazva néha sikerül pusztán fésüléssel is felszámolni a fertőzést.

- Meleg levegős irtás: Új technológia. Lényege, hogy száraz meleg levegővel a kisméretű tetveket és serkéket elpusztítják. A levegő a hajszárítónál hidegebb levegővel szárít huzamosabb ideig (nagyjából 30 percig). A készülék megfelelő használatához jelenleg még képzett személy szükséges. Egyes fejbőrön található bőrbetegségek esetén az alkalmazása előtt konzultáljunk bőrgyógyásszal.